# Massacre de Kragujevac

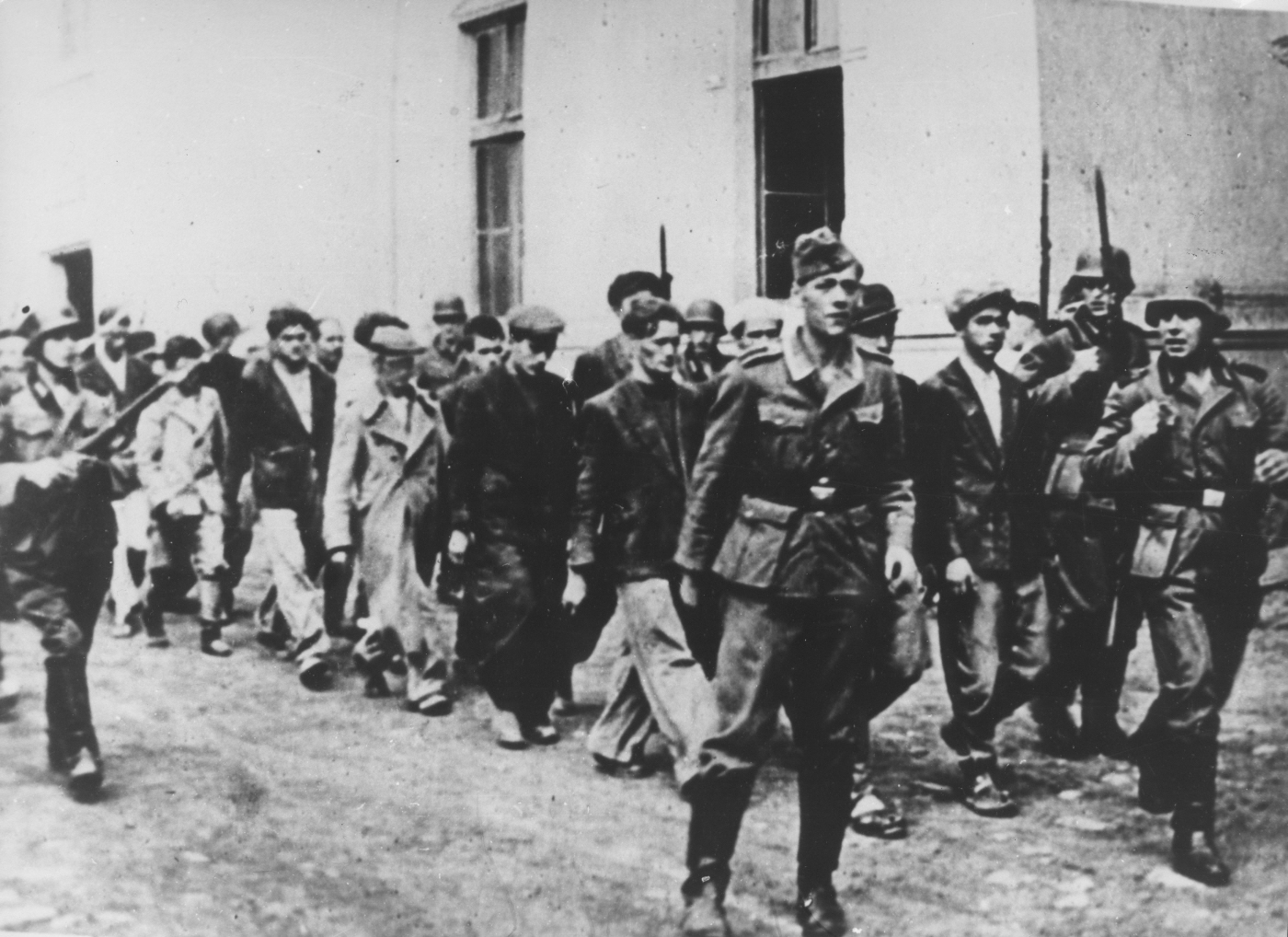
L'arrestation des habitants de Kragujevac par les nazis, 21 octobre 1941

Le massacre de Kragujevac (en serbe cyrillique : крагујевачки масакр), également connu sous le nom d'Octobre de Kragujevac (Крагујевачки октобар), a eu lieu les 20 et 21 octobre 1941 à Kragujevac, en Serbie. Les Allemands y ont massacré entre 2 300 et 5 000 civils, principalement des Serbes et des Roms,. Ce fut l'un des plus grands massacres effectués par l'armée d'occupation allemande dans le pays.
Staniša Brkić, directeur du Musée du 21 octobre à Kragujevac a publié un livre dans lequel il a recueilli les noms de 2 796 victimes.

## Contexte

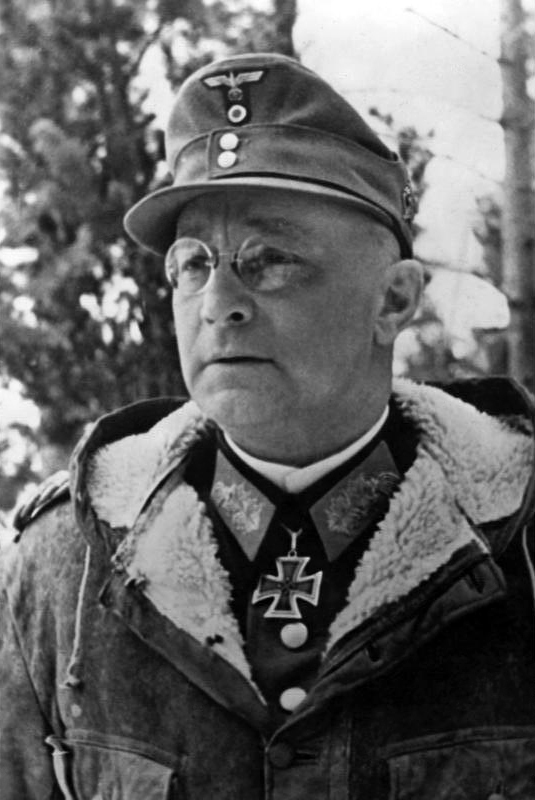
Franz Böhme en 1943

Le 6 avril 1941, Belgrade avait été bombardée par les Allemands et le 17 avril 1941, le royaume de Yougoslavie avait dû capituler. Dès le mois  de mai, Draža Mihailović, un fidèle partisan de la monarchie, coordonna l’action des résistants tchetniks contre les Allemands et Josip Broz Tito, à la tête des partisans communistes, entra en résistance à partir de juillet.
Le 16 septembre, Hitler signa l'ordre de pacifier les Balkans « par les moyens les plus énergiques ». Du 16 septembre au 2 décembre 1941, Franz Böhme exerça la fonction de gouverneur militaire en Serbie, avec comme mission d'y faire régner l'ordre. La règle était d’exécuter 100 Serbes ou Juifs pour tout Allemand tué. Des soldats allemands furent attaqués par les Partisans et les Tchetniks près de Gornji Milanovac ; le 19 octobre 1941, en représailles, Böhme ordonna le massacre de Kragujevac.

## Arrestations et massacre
Le général Draza Mihailovic s'était organisé dès avril 1941 en unité de résistance, réunissant les restes de l'armée royale.

Josip Broz dit Tito, commença lui en juillet à regrouper des communistes. Une alliance fragile se mit en place entre communistes et royalistes, des opérations conjointes ayant eu lieu.

Mihailovic reçut des ordres directs des Anglais de Londres qui lui fournissaient soutien logistique et technique, ces ordres étaient notamment de saboter les convois de chemins de fer en direction de la Méditerranée et qui approvisionnaient les troupes allemandes de l´Afrika Korps.

En septembre 1941, le commandement allemand de Belgrade, après plusieurs attaques de résistants sur des détachements de la Wehrmacht, édita un avis à la population dans lequel était stipulé que désormais, pour tout soldat allemand tué, 100 civils seraient exécutés, et que pour tout soldat allemand blessé, 50 civils seraient exécutés. 
Mihailovic fit envoyer un câble à Tito dans lequel il le supplia de ne pas effectuer pour l´heure de confrontation directe avec les Allemands et risquer la mort de civils, mais de se concentrer comme il le faisait, sur les actions de sabotages.[réf. souhaitée]

Tito n´en eut cure, estimant que Draza Mihailovic était un couard[réf. souhaitée] et commanda d´attaquer un détachement de la Wehrmacht le 17 octobre 1941, près de Knić, non loin de Kragujevac. Une cinquantaine de soldats allemands furent tués ou blessés durant l´attaque que Tito qualifia tout d´abord de succès absolu. Mais dans la matinée du 19 octobre, la ville fut attaquée par l’Infanterie-Regiment 749 de la 717. Infanterie-Division et de l’Infanterie-Regiment 724 de la 704. Infanterie-Division et environ 10 000 civils âgés de 16 à 60 ans furent arrêtés par les Allemands et leurs auxiliaires serbes ; les Allemands vinrent chercher les écoliers directement dans leurs classes. Les exécutions commencèrent le 20 octobre vers six heures du soir, les prisonniers étant exécutés par groupes de 400. Elles se poursuivirent encore le 21. Ceux qui ne furent pas tués furent gardés comme otages.

Ce fut l´un des plus grands massacres de civils perpétrés par l´armée régulière allemande (et non la SS.). 
Tito en réaction, dit « Si cela est le prix à payer pour libérer le pays de l´occupant, alors qu´il en soit ainsi, cela ne nous empêchera pas de nous battre ! »

C´est à la suite de ce massacre que l´entente entre Chetniks et Partisans prit fin, Draza Mihailovic estimant qu´il n´avait plus rien à faire avec un individu qui de son point de vue, fut responsable de par ses actes, des exécutions et que la mort de 5000 civils ne préoccupait pas.
|  |  |  |  |  |

## Commémoration
Pour honorer la mémoire des victimes, le site de Šumarice qui fut le théâtre des exécutions est devenu un parc mémorial. On y trouve plusieurs monuments dont celui des Ailes brisées, érigé en l'honneur des écoliers et des professeurs massacrés, le Monument de la douleur et du mépris, le monument des Cent pour un, le monument Résistance et Liberté etc. On y trouve aussi le Musée mémorial du 21 octobre.
Le massacre a inspiré à la poétesse Desanka Maksimović son poème intitulé Krvava bajka, le « conte de fée sanglant ».